# Віковий дуб (Моївське лісництво, кв. 64)
Віковий дуб — ботанічна пам'ятка природи місцевого значення. Розташована на території Бабчинецької сільської ради Могилів-Подільського району Вінницької області (Моївське лісництво, кв. 64 діл. 5). Оголошена відповідно до рішення Вінницького облвиконкому від 29.08.1984 р. № 371 . Охороняється могутній дуб черешчатий віком понад 300 років.